# Jörg Tarnow
Jörg Tarnow (* 22. Mai 1940 in Wilhelmshaven) ist ein deutscher Humanmediziner und war seit 1987 Ordinarius für Anästhesiologie am Universitätsklinikum der Heinrich-Heine-Universität Düsseldorf. Seit 2007 ist er Professor emeritus. Er ist der Sohn des Internisten Otto Siegfried Tarnow und seiner Frau Brigitte, geb. Wichmann.

## Werdegang
Nach dem Studium der Humanmedizin an der Christian-Albrechts-Universität zu Kiel von 1960 bis 1966 wurde er dort 1966 mit der Dissertation Hippokrates als Symbol der deutschsprachigen medizinischen Literatur um 1840 zum Dr. med. promoviert.
Nach Absolvierung der Medizinalassistentenzeit in Wilhelmshaven und Berlin erhielt er am 17. Juli 1970 die Approbation als Arzt. Vom 30. September 1968 bis zum 31. März 1970 leistete er seinen Grundwehrdienst als Stabsarzt der Reserve bei der Marine an der Inneren Abteilung des Bundeswehrkrankenhauses in Kiel-Kronshagen ab.
Ab 15. April 1970 arbeitete er als wissenschaftlicher Assistent am Institut für Anästhesiologie des Universitätsklinikums Charlottenburg der Freien Universität Berlin. Am 15. April 1973 erlangte er die Facharztanerkennung für Anästhesiologie und wurde im gleichen Jahr zum Assistenzprofessor ernannt. Er habilitierte sich am 27. November 1975 an der FU Berlin mit dem Thema Beeinflussung von Koronardurchblutung und Sauerstoffversorgung des Myokards durch Anästhetika und wurde zum Privatdozenten ernannt. 1978 absolvierte er einen Forschungsaufenthalt am Massachusetts General Hospital der Harvard Medical School in Boston. Am 1. Mai 1979 wurde er auf eine C2-Professur für Anästhesiologie an der Freien Universität Berlin berufen.
Nach weiteren Gastaufenthalten an verschiedenen US-amerikanischen Universitäten (u. a. Houston, Stanford) erhielt er 1987 den Ruf auf den Lehrstuhl für Anästhesiologie der Heinrich-Heine-Universität Düsseldorf.
Schwerpunkte seiner klinischen Tätigkeit waren die Anästhesie bei kardialen Risikopatienten sowie die Schmerzmedizin. Er führte die patientenkontrollierte postoperative Schmerztherapie mit programmierbaren Infusionspumpen ein und gründete eine Schmerzambulanz für chronisch schmerzkranke Patienten. Als Zusatzqualifikation erwarb Tarnow die Anerkennung der Weiterbildung für die Spezielle Anästhesiologische Intensivmedizin.
Dank eines von der DFG finanzierten „full-scale“-Patientensimulators konnte die Lehrqualität deutlich verbessert werden. Der Patientensimulator („ein Patient, der alles verzeiht“) ermöglicht Studierenden und Ärzten nicht nur ein problemorientiertes Erlernen klinischer Fähigkeiten (z. B. Intubation, maschinelle Beatmung, Bewertung und Korrektur unerwünschter pharmakologischer Effekte), sondern auch eine äußerst realitätsnahe Programmierung aller denkbaren Krisenszenarien in der Anästhesiologie, der Intensiv- und Notfallmedizin. Das innovative Düsseldorfer Lehrkonzept wurde 1994 mit dem „Golden Helix Award“-Förderpreis ausgezeichnet.
Von 2001 bis 2003 war Tarnow Mitglied des Engeren Präsidiums der Deutschen Gesellschaft für Anästhesiologie und Intensivmedizin (DGAI) und wurde für das Amtsjahr 2002 zu ihrem Präsidenten gewählt. In dieser Funktion leitete er den Jahreskongress der DGAI in Nürnberg.
Von 2004 bis 2006 war er Vorstandsvorsitzender und Ärztlicher Direktor des Universitätsklinikums Düsseldorf. Seit 2007 ist er Emeritus.

## Forschungsschwerpunkte (Auswahl)
- Anästhesie, Herzfunktion und Sauerstoffversorgung des Myokards
- Myokardischämie und Anästhesie
- β-Adrenozeptorblocker und Katecholamine
- Anästhesie und Herzchirurgie

## Publikationen (Auswahl)

### Autor
- Anaesthesie und Kardiologie in der Herzchirurgie. Grundlagen und Praxis. Springer, Berlin/Heidelberg/New York 1983, ISBN 3-540-12111-0
- mit A. Doenicke, D. Kettler, W.F. List, D. Thomson (Hrsg.): Lehrbuch der Anästhesiologie. Springer, Berlin/Heidelberg/New York 1992, ISBN 3-540-50881-3.
- mit A. Doenicke, D. Kettler, W.F. List, J. Radke (Hrsg.): Lehrbuch der Anästhesiologie. Springer, Berlin/Heidelberg/New York 1995, ISBN 3-540-50881-3

### Mitherausgeber wissenschaftlicher Zeitschriften
- Der Anaesthesist
- Anästhesiologie, Intensivmedizin, Notfallmedizin, Schmerztherapie (AINS)
- European Journal of Anaesthesiology

## Ehrungen
- Dr.-Heinrich-Dräger-Preis für Intensivmedizin
- Fellow of the Royal College of Anaesthetists (FRCA)
- Ehrenmitglied der Deutschen Gesellschaft für Anästhesiologie und Intensivmedizin

## Belege und Einzelnachweise
1. ↑  Simulationszentrum Düsseldorf. In: Universitätsklinikum Düsseldorf. Abgerufen am 4. September 2023.
2. ↑  Gewählt. In: Deutsches Ärzteblatt. 25. Januar 2002, abgerufen am 4. September 2023.

- Düsseldorfer UNI-ZEITUNG, 16. Jahrgang, Nr. 6 1987, S. 18
- Magazin der Heinrich-Heine-Universität Düsseldorf, Ausgabe 1-2004, S. 7
- J. Peters: Ein Nordlicht im Rheinland: Zum 60. Geburtstag von Professor Jörg Tarnow, Düsseldorf. Anästhesiol Intensivmed Notfallmed Schmerzther 35: 354-355 (2000) Thieme, Stuttgart New York ISSN 0939-2661
- Magazin der Heinrich-Heine-Universität Düsseldorf, Ausgabe 1-2007, S. 47

| Personendaten    | Personendaten  |
| ---------------- | -------------- |
| NAME             | Tarnow, Jörg   |
| KURZBESCHREIBUNG | deutscher Arzt |
| GEBURTSDATUM     | 22. Mai 1940   |
| GEBURTSORT       | Wilhelmshaven  |